# Преподобни Асклипије и Јаков
Преподобни Асклипије и Јаков (старогрч. Ασκληπιος; 4. век - 5. век) су хришћански подвижници, сиријски пустињаци, преподобни светитељи.
Податак о животу Асклипија и Јакова преноси Теодорит Кирски у 25. поглављу своје књиге „Историја богољубаца“. Тамо наводи да је Асклипије, "живео са својом браћом у селу, и тамо водио аскетски и уздржан живот". Касније је изабрао живот анахорета, почео је да живи у келији удаљеној десет степеница од келије Полихронија, живео је на исти начин са њим; Асклипије је имао исту храну, одећу и скроман карактер. Он је показивао љубав љубави и братољубље слично Полихронију, а имао је исту кротост и умереност као Полихроније. Асклипије је живео у највећем сиромаштву и непрестано се молио Богу. Теодорит сматра да се Асклипије прославио као подвижник побожности и у свету и у монаштву, па је због тога одликован двоструком круном. Јаков је постао следбеник и подражавалац Асклипијевог живота, у Цркви се празнује истог дана.
Преподобни Јаков у својој 20тој години затворио у једну малу келију покрај села званог Нимуза и није ни са ким комуницирао. Једино је долазницима давао одговоре кроз једну малу спирално направљену рупу. У келији није палио ни ватру ни светиљке. Издржавши тако у подвигу лишавања, у миру је умро у 5. веку.
Православна црква прославља светог Асклипија и Јакова 25. фебруара.